# Олефирщина

Олефирщина (укр. Олефірщина) — село,
Великобудищанский сельский совет,
Диканьский район,
Полтавская область,
Украина.
Код КОАТУУ — 5321081703. Население по переписи 2001 года составляло 20 человек.

## Географическое положение
Село Олефирщина находится в 0,5 км от села Великие Будища.
К селу примыкает большой лесной массив (дуб, вяз).
Рядом проходит автомобильная дорога Н-12.

## Достопримечательности
- Братская могила советских воинов.